# Gmina Vasalemma
Gmina Vasalemma (est. Vasalemma vald) – gmina wiejska w północno-zachodniej Estonii, w prowincji Harju.
Gmina graniczy z następującymi gminami: Keila, Padise, Kernu, Nissi.
Przez gminę przepływa rzeka Vasalemma.
W gminie wydobywa się wapień.
W skład gminy wchodzą:
- 3 miasteczka: Vasalemma, Rummu i Ämari
- 2 wsie: Veskiküla i Lemmaru.